# Паттерсон, Рэнди
Ренди Люфер Перейра-Паттерсон (англ. Randi Luther Pereira-Patterson; род. 16 апреля 1985 года, Хакенсак, США) — американский и тринидадский футболист, нападающий.

## Карьера
Воспитывался одной матерью. Его отец погиб в автокатастрофе, когда будущему футболисту было всего два года. Занимался в католической школе в городе Ораделл.

### Клубная
На серьезном уровне занялся футболом в Университете Гринсборо. Играл за местную студенческую команду. Неплохо проявив себя в «Каролине Динамо», молодой форвард заключил контракт с клубом MLS «Нью-Йорк Ред Буллз». Однако за него Паттерсон ни разу не сыграл и в феврале 2008 года покинул команду. В дальнейшем выступал за американские коллективы низших лиг.

### В сборной
Рэнди Паттерсон имел тринидадские корни и со временем ему получилось получить гражданство этой страны. За сборную Тринидада и Тобаго нападающий дебютировал 19 марта 2008 года в товарищеском матче против Сальвадора (1:0). Всего за национальную команду футболист провел две встречи.